# Амусго
Аму́сго, мусго, амучко (самоназва) — індіанський народ в Мексиці. Живуть на півдні Сьєрри-Мадре-де-Чіапас (південний схід штату Герреро, два поселення на заході штату Оахака). Чисельність 25 тисяч чоловік (станом на 1985 рік). Відносяться до американської раси великої монголоїдної раси. Мова амусго сім'ї макро-ото-манге. Близько половини амусго (в основному чоловіки) володіють також іспанською. Амусго — католики. 
Основне традиційне заняття — ручне підсічно-вогневе землеробство (кукурудза, квасоля, гарбуз, перець чилі, томати, рис; товарні культури — цукрова тростина і кава). Поширюється орне землеробство. Займаються також скотарством (кози, вівці, свині, мули, корови, птиця), полюванням (олені, кролики, ігуани, птиці), рибальством, видобутком креветок (на продаж). Багато зайняті роботою за наймом. Розвинене візерункове ткацтво на вертикальних ручних верстатах, плетіння циновок і сумок з покупного волокна агави, виготовлення ліпної кераміки. Одне з селищ спеціалізується на плетінні гамаків. 
Поселення нерегулярного планування. Традиційне житло кругле, з жердин і глини, з конічним дахом з пучків трави або листя пальми, земляною долівкою, покритою циновками, вогнищем з трьох каменів. Поширюється прямокутне житло, запозичене у міштеків і метисів, круглий план зберігають господарські будівлі. Жінки носять білий уіпіль з червоною вишивкою, синю або темно-червону запашну спідницю, ходять босоніж, волосся заплітають в коси і укладають навколо голови. Чоловіки носять штани до колін, бавовняну сорочку (у свята з вишивкою), плетені капелюхи з високою тулією, сандалі. Основна їжа — тортильї, боби, м'ясо їдять тільки у свята. 
Сільська громада управляється радою старійшин під контролем муніципальної влади. Переважно ендогамна. Білатеральна розширена (6—12 чоловік) сім'я займає кілька хатин. Спадкування патрилінейне, шлюб патрилокальний з попереднім відпрацюванням за наречену і тимчасовою матрилокальністю. 
Зберігаються дохристиянські вірування, міфологія, фольклор: віра в зооморфного двійника людини — тона, віщування, магія, аграрні, похоронні обряди. Розвинений культ святих патронів, система кофрадій, проводяться костюмовані вистави з танцями.